# Wagersrott
Wagersrott (en danois: Vogsrød) est une municipalité allemande située dans le land du Schleswig-Holstein et dans l'arrondissement de Schleswig-Flensbourg.